# Sint-Dionysiuskerk (Schinnen)
De Sint-Dionysiuskerk is een kerkgebouw aan de zuidrand van het Nederlandse dorp Schinnen, in de Zuid-Limburgse gemeente Beekdaelen. De kerk ligt nabij de doorgaande weg van Hommert naar Puth, op een kerkheuvel met aan de zuidzijde een hoge keermuur. Verder ligt er aan de noordzijde een klein pleintje en naast de kerk de begraafplaats.
Het kerkgebouw is een rijksmonument en gewijd aan Sint-Dionysius. Erachter, tweehonderd meter naar het zuidoosten, ligt de heuvel Krekelberg met daarop de Mariakapel, gewijd aan de Koningin van de Vrede.

## Geschiedenis
Bij herstel van de kerkvloer werden in de negentiende eeuw oude fundamenten uit de Karolingische tijd gevonden. De kerk is toen gesticht als eigenkerk. Het collatierecht behoorde in de dertiende eeuw toe aan de oude heren van Schinnen en later aan hun erfgenamen. De breukstenen onderbouw van de kerktoren dateert uit de 11e eeuw en bevat Romeinse pan- en tegelstukken en zelfs een Korinthisch-Romeins kapiteel uit de 2e of 3e eeuw. In de 12e eeuw werd de toren verhoogd en een eenbeukig middenschip gebouwd. In de 14e eeuw werden de mergelstenen zijbeuken aan het schip gebouwd. In 1679 werd de zuidbeuk vernieuwd. In 1829 verhoogde men de toren. In 1878-1879 verlengde men de zijbeuken. In 1900 bouwde men een bakstenen transept en een priesterkoor naar het ontwerp van architect Jos Tonnaer uit Den Haag. In 1916 werd de kerk ingrijpend gerestaureerd. Onder leiding van Willem Sprenger kreeg de toren een vernieuwde en hogere bovenbouw, kreeg het middenschip stenen gewelven en werden de zijbeuken vernieuwd. In de periode 1973-1977 vond er opnieuw een restauratie plaats. Deze restauratie omvatte successievelijk: herstel en verbouwing tot bruikbare ruimtes van de pastorie en sacristieën, vernieuwing van een groot gedeelte van voorgevel, westgevel, en dak van de pastorie, herstel van de kerk uitwendig, herstel van de toren, herstel van de kerk uitwendig met als belangrijkste onderdelen: injecteren volgens de nieuwste methoden van de door de mijnschade ontstane scheuren, doorbraak naar de bergsacristie en naar de kapel van Altijddurende Bijstand, vernieuwing van de verwarming met kanalen door heel de kerk, isolatie van de kerkvloer, aanpassing van de niveaus in de kerk en beleggen van de hele kerk met oude en nieuwe hardsteen, verplaatsing van het sacramentsaltaar (versierd naar ontwerp van de kunstenaar Gène Eggen), op de plaats van het hoofdaltaar het vierhonderd jaar oude missiekruis opgericht, nieuw kerkmeubilair, zowel liturgisch (altaar, ambo, credens enzovoorts naar ontwerp van de kunstenaar Fr. Gast), als zitplaatsen voor de gelovigen en ten slotte verplaatsing en restauratie van het orgel. Bij deze laatste restauratie werd de kerk nog versierd door een beeldhouwwerk boven de zijingang van Gène Eggen, voorstellende de onthoofde Sint Dionysius die, bij alle ellende en dood, door God niet wordt in de steek gelaten, ten voorbeeld voor de toeschouwende mensen van alle tijden. De tekst er onder is een eerlijk getuigenis: "St Dionys ter eer, restaureerde veer dit gaer"
De kerk heeft glas-in-loodramen in het koor (1953) en de zijbeuken (1961) van Jacques Vonk.

## Opbouw
De kerk bestaat uit een westtoren met drie geledingen en een ingesnoerde spits, een driebeukig schip in mergel, een bakstenen transept en een bakstenen driezijdig gesloten koor.

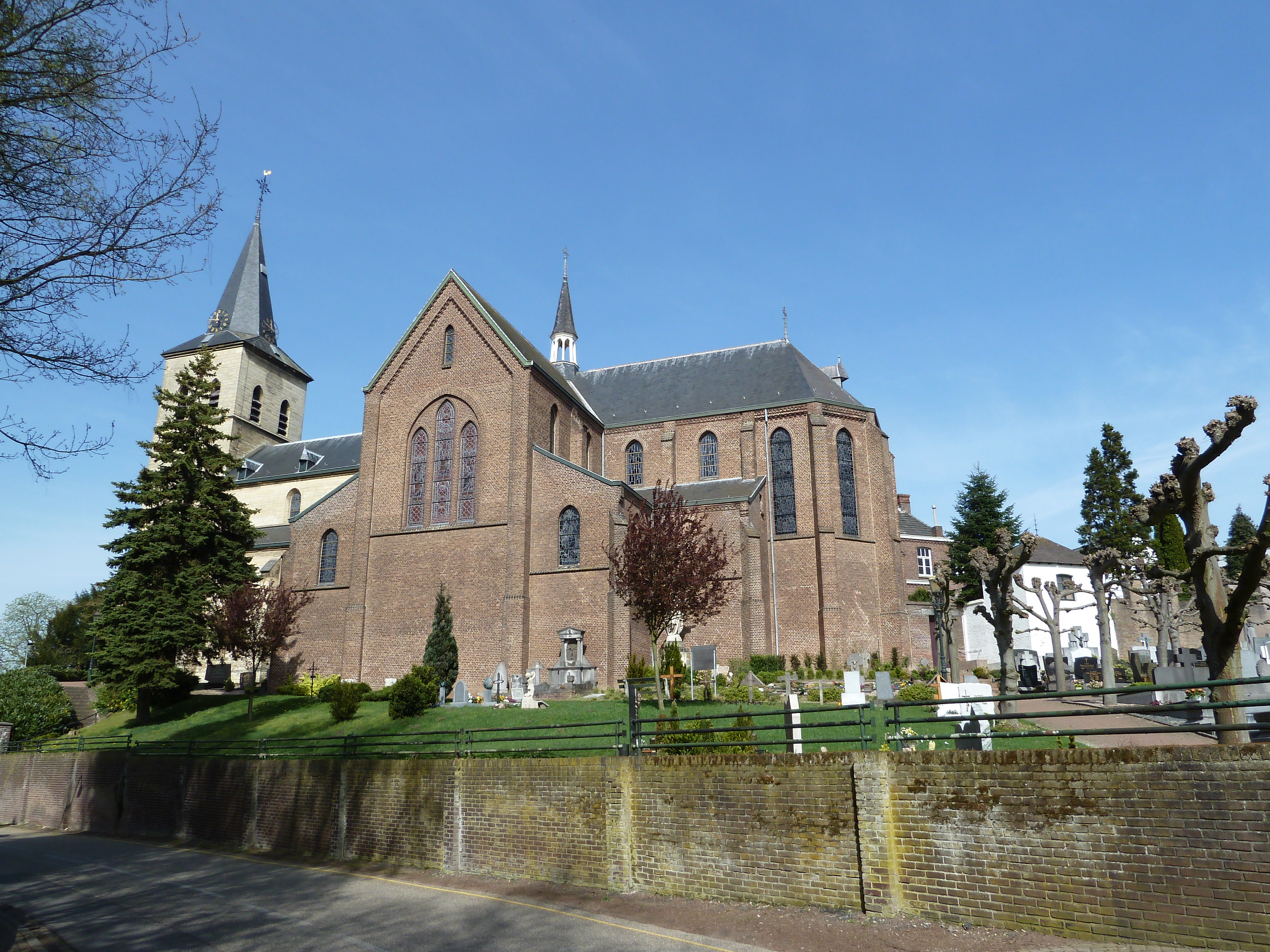
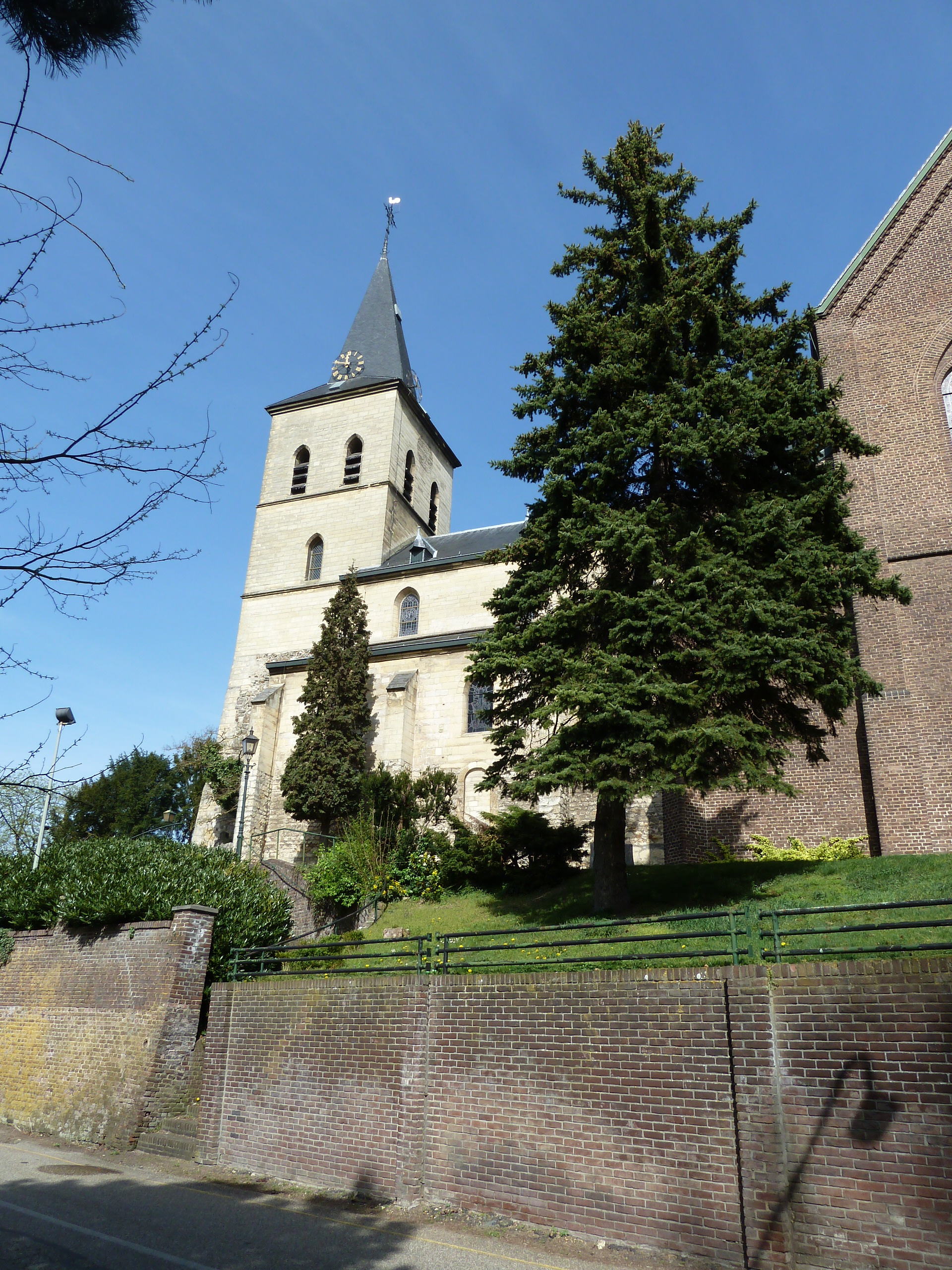
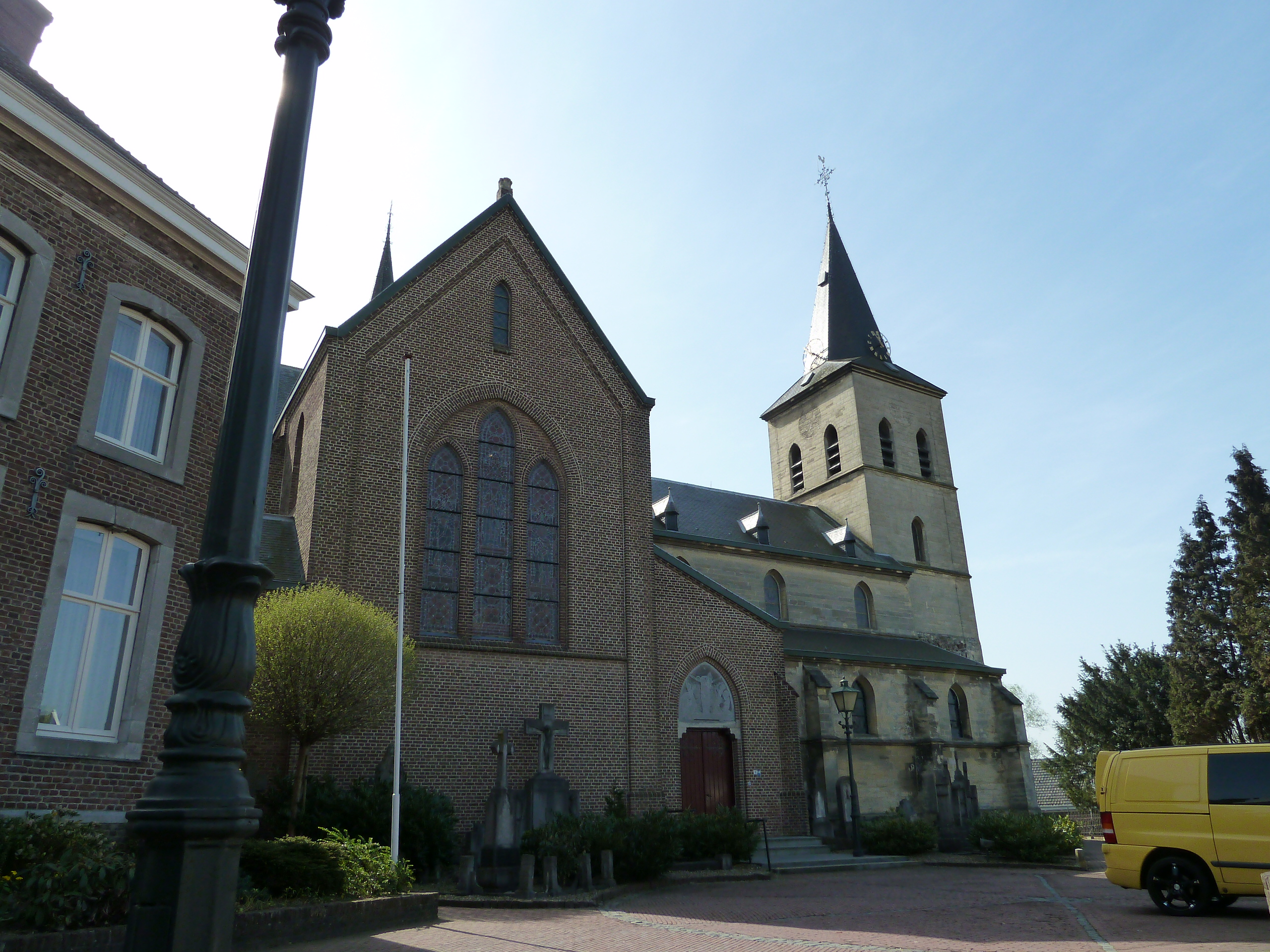